# 이종섭 (군인)
이종섭(李鐘燮, 1960년 8월 20일~)은 대한민국 제48대 국방부 장관이다.
육사 40기로 1984년부터 육군에서 복무하며 제7군단장, 합동참모차장 등을 역임하였고, 2018년 중장으로 전역하였고, 2022년 5월 11일부터 2023년 10월 7일까지 국방부 장관을 역임하였다.
2024년 3월 4일에는 오스트레일리아(호주) 주재 대한민국 대사로 임명되었으나, 국방부 장관 재직 당시인 2023년에 일어난 해병대 채상병 사망 사건 수사 과정에서 외압을 행사한 의혹으로 인하여 고위공직자범죄수사처(공수처)의 조사를 받은 상태에서 출국 금지 처분을 받은 피의자라는 사실이 드러나 정치권에서 논란을 빚었고, 같은 해 3월 29일에 윤석열 대통령으로부터 면직 재가를 받았다.

## 학력
- 달성고등학교[2]
- 육군사관학교 40기(1984년)[1]
- 테네시 대학교 외교안보 박사(1999년)

## 경력
- 제21보병사단 65연대 3중대 GP소대장
- 1985. 11.~1987. 7. 학생중앙군사학교 교장실 행정장교
- 1987. 7.~1987. 9. 육군보병학교 고등군사반 수료
- 1987. 9.~1988. 1. 육군본부 해외파견 준비교육생
- 1988. 1.~1988. 10. 미국 육군보병학교 수료
- 1988. 10.~1990. 4. 제26보병사단 73연대 1대대 1중대장
- 1990. 4.~1990. 12. 국군보안사령관 수행부관
- 1990. 12.~1991. 8. 국군기무사령부 5처 연구장교
- 1991. 8.~1993. 8. 테네시 주립 대학교 정치학 석사과정 유학
- 1993. 8.~1994. 9. 국군기무학교 교관
- 1994. 9.~1995. 8. 육군본부 대기
- 1995. 8.~1999. 10. 테네시 주립 대학교 외교안보학 박사과정 유학
- 1999. 10.~2000. 4. 육군대장 정규과정
- 2000. 4.~2000. 5. 제71보병사단 제165보병연대 3대대 부대대장
- 2000. 5.~2001. 12. 제71보병사단 제165보병연대 3대대장
- 2001. 12.~2004. 3. 국방부 정책기획국 SCM담당
- 2004. 3.~2005. 12. 국방부 국제협력관실 대미정책총괄담당
- 2005. 12.~2006. 10. 국방부 한미동맹TF 근무
- 2006. 10.~2006. 12. 국방부 국제협력관실 발전과제연구담당
- 2006.12.~2007. 3. 서울대학교 연수과정
- 2007. 3.~2008. 3. 육군3사관학교 생도대 학생연대장
- 2008. 3.~2010. 12. 대통령실 외교안보수석비서관실 안보정책담당관(행정관)
- 2010. 12.~2011. 11. 국가정보원 국방보좌관
- 2011. 11.~2012. 5. 제1야전군사령부 관리처장
- 2012. 5.~2013. 4. 국방부 정책기획관실 정책기획차장[1]
- 2013. 4.~2015. 4. 제2보병사단장[1]
- 2015. 4.~2016. 4. 합동참모본부 신연합방위추진단장[1]
- 2016. 4.~2017. 9. 제7군단장[1]
- 2017. 9.~2018. 12. 합동참모차장[1]
- 2018. 12.~2019. 2. 육군인사사령부 육군정책연구관
- 2021. 8.~2021. 11. 국민의힘 윤석열 제20대 대통령 선거 예비후보 국민캠프 정책본부 정책자문단 외교·안보·통일 분과 외교·안보·통일정책 자문가(국방담당)
- 2022. 3.~2022. 5. 제20대 대통령직인수위원회 외교안보분과 인수위원
- 2022. 5.~2023. 10. 제48대 국방부 장관
- 2023. 5.~2023. 10. 대통령직속위원회 국방혁신위원회 위원(당연직위원)
- 2024. 3.~2024. 3. 제23대 주호주 대한민국 대사관 대사
- 재단법인 한미동맹재단 고문

## 서훈
- 2010년. 대통령 표창
- 2014년. 보국훈장 천수장
- 2019년. 보국훈장 국선장